# Genki Kawamura
Pour les articles homonymes, voir Kawamura.
Genki Kawamura (川 村 元 気,, Kawamura Genki), né le 12 mars 1979 à Yokohama (préfecture de Kanagawa) au Japon, est un réalisateur, producteur et scénariste japonais.

## Biographie

### Formation
- Université Sophia à Chiyoda (Tokyo)

## Filmographie partielle

### Au cinéma

#### Comme réalisateur
- 2018 : Duality  (court métrage)
- 2022 :  N'oublie pas les fleurs  (aussi scénariste)
- 2025 : The Exit 8  (8-ban deguchi, aussi scénariste, en post-production)

#### Comme producteur
- 2005 : Densha otoko
- 2005 :  Ski Jumping Pairs: Road to Torino 2006
- 2006 : Rough (it)
- 2006 :  7 gatsu 24 ka dôri no Kurisumasu
- 2007 :  Sono toki wa kare ni yoroshiku
- 2008 :  Kagehinata ni saku  (co-producteur)
- 2008 : Detroit Metal City  (producteur exécutif)
- 2010 : Confessions
- 2010 : Akunin
- 2011 : Moteki
- 2012 : Uchû Kyôdai
- 2012 : Les Enfants loups, Ame et Yuki  (producteur associé)
- 2012 :  Seinto oniisan
- 2014 :  Seiten no hekireki
- 2014 : Parasyte: Part 1 (en)
- 2015 :  Kiseijû: Kanketsu-hen
- 2015 :  Le Garçon et la Bête
- 2015 : Bakuman  (producteur de planification)
- 2016 :  Your Name.
- 2016 :  Nanimono
- 2017 : Fireworks, Should We See It from the Side or the Bottom?  (planificateur)
- 2018 :  Miraï, ma petite sœur
- 2018 :  Sunny: Tsuyoi Kimochi Tsuyoi Ai
- 2018 :  Okuotoko
- 2018 : Kuru (en)
- 2019 :  Les Enfants du temps
- 2019 : Le Bleu du ciel dans ses yeux (Sora no aosa o shiru hito yo)  (planificateur)
- 2021 : Belle
- 2022 :  Bubble
- 2022 :  Suzume
- 2023 : L'Innocence  (producteur en chef)
- 2024 : Your Color (en) de Naoko Yamada
- 2024 : Fureru (en) de Tatsuyuki Nagai (en)
- 2025 : The Exit 8 (8-ban deguchi)
- Your Name (en cours de développement)

## Récompenses et distinctions
2 victoires et 16 nominations au total dont : 
- Coquille d'argent du meilleur réalisateur 2022	pour N'oublie pas les fleurs